# Pedro Cifuentes de Loarte
Pedro Cifuentes de Loarte (Toledo, 1557—Àvila, 19 de maig de 1636) fou un religiós castellà, inquisidor i bisbe d'Àvila.

## Biografia
Nascut a Toledo el 1557, fill de Francisco de Loarte i Catalina de Cifuentes, veïns de Pinto. Ingressà el 24 de setembre de 1589 com a alumne del Col·legi Major de Santa Cruz de Valladolid. Doctor en Cànons per la Universitat de Toledo, on fou catedràtic.
El 1592 inicià carrera eclesiàstica com a provisor a Conca i Belmonte, a la mateixa diòcesi, a més a l'abril fou nomenat inquisidor a Conca, on va estar fins al setembre, passant a ocupar el mateix càrrec a València. El 8 de novembre de 1603 fou designat inquisidor a Còrdova i el 22 d'abril de 1605 passà a Granada amb el mateix càrrec. El 1617 fou proposat per a la fiscalia del Consell de la Inquisició, però no va ser elegit fins al 14 de març de 1620. Un any més tard aconseguí un lloc com a conseller de la Inquisició. El 1622 fou nomenat canonge tresorer de la catedral de Toledo. L'any següent formà part de la Junta creada per jutjar a Antonio de Beaufort, i actuà, per nomenament reial, com a jutge particular de la causa. El rei més tard el va presentar per a bisbe d'Àvila, prenent possessió de la diòcesi el 16 de desembre de 1631.
Va morir el 19 de maig de 1636, enterrat a la capella major de la catedral d'Àvila.